# Nyírtass

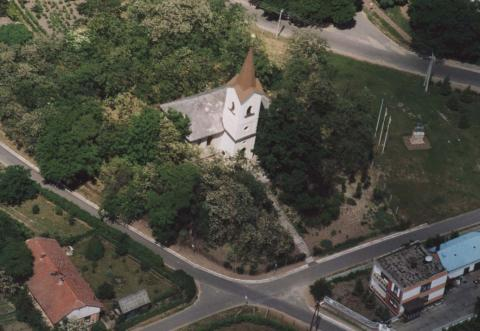
Luftaufnahme von Nyírtass

Nyírtass (ehemals Tass, jiddisch טאהש Tash) ist eine ungarische Gemeinde im Kreis Kisvárda im Komitat  Szabolcs-Szatmár-Bereg.

## Geografie
Nyírtass erstreckt sich über eine Fläche von 37,95 km². Die Gemeinde liegt 13 km südlich von Kisvárda in der Nähe der Landesstraße 4.

## Geschichte
Bereit im Jahre 1200 war Tass ein bedeutender Ort in königlichen Besitz.
István Jósa siedelte 1714 Polen in dem Ort an, der zu dieser Zeit seinen Status als Marktgemeinde verloren hat. Mitte des 19. Jahrhunderts gab es 23 Landbesitzer und 1150 Einwohnern. Im Jahre 1835 wurde Tas durch ein Erdbeben verwüstet.
Seit dem 22. Dezember 1908 trägt der Ort den Namen Nyírtass.  Zu Beginn des 20. Jahrhunderts hatte die Gemeinde 290 Wohnhäuser und 2110 Einwohner.
Auf dem jüdischen Friedhof von Nyírtass sind die beiden Großväter des chassidischen Rabbiners Meshulim Feish Lowy (1921–2015) begraben.

## Sehenswürdigkeiten
Zu den Sehenswürdigkeiten von Nyírtass zählen die römisch-katholische, die griechisch-katholische und die reformierte Kirche. das Herrenhaus in dem jetzt eine Schule ist, das Bürgermeisteramt und der Park, der um die Jahrtausendwende übergeben wurde. Hier ist das Reiterstandbild des Heerführers Tas.

## Verkehr
Der nächstgelegene Bahnhof ist 6 km entfernt in Pátroha an der Bahnstrecke Szolnok–Debrecen–Nyíregyháza–Záhony.